# I Am Ghost
Gli I Am Ghost sono stati un gruppo emo/gothic rock statunitense di Long Beach (California), fondato da Steven Juliano nel 2004, sotto contratto con la Epitaph Records. La band definisce la sua musica come uno stile musicale che combina elementi di metal, gothic rock, melodic hardcore e screamo. La band si è sciolta nel 2010.

## Storia
Il gruppo si formò nel 2004 da Steve Juliano (voce), Timoteo Rosales III (chitarra), Gabe Iraheta (chitarra), Kerith Telestai (violino), Brian Telestai (basso) e Victor Angel Camarena (batteria).
Il gruppo registrò un EP demo per la Epitaph, intitolato We Are Always Searching, che gli procurò un buon numero di fan in California. Grazie a questo EP il quintetto ottenne un contratto con la Epitaph, con la quale si legò nel 2005. Nel 2006 il gruppo di Laguna Beach pubblicò il suo primo album su Epitaph, Lovers' Requiem. Juliano ha dichiarato a proposito dell'album: È essenzialmente un'opera rock, ma per ragazzi che ascoltano hardcore o goth.
Nel 2007 la formazione si stabilizzò attorno a Steve Juliano (voce), Timoteo Rosales III (chitarra), Ron Ficarro (basso) e Justin McCarthy (batteria).
La band passò i due anni successivi in tour con Aiden, Escape the Fate, Eyes Set to Kill, Biffy Clyro, TheAUDITION, The Bronx, The Matches e The Higher durante i tour della Epitaph e di Kerrang!, partecipando anche ai Warped Tour 2006 e 2007.
La violinista Kerith Telestai pubblicò una dichiarazione ufficiale il 29 giugno 2007, annunciando che avrebbe lasciato la band per seri motivi di salute causati dai continui tour.
Pochi giorni dopo l'abbandono di Kerith, il marito Brian Telestai annunciò che anche lui avrebbe lasciato il gruppo dopo il tour con gli Aiden.
Alla fine del 2007 il bassista Ron Ficarro prese il posto di Brian Telestai. Il secondo full-length della band, Those We Leave Behind, fu pubblicato il 7 ottobre 2008. Nel 2010 venne annunciato lo scioglimento della band sul sito ufficiale.

## Componenti

### Attuali
- Steven Juliano - voce
- Timoteo Rosales III - chitarra
- Chadd Kulengosky - chitarra, voce d'accompagnamento
- Justin McCarthy - batteria

### Passati
- Brian Telestai - basso, tastiere, voce d'accompagnamento
- Kerith Telestai - violino, voce d'accompagnamento
- Victor Angel Camarena - batteria
- Ryan Seaman - batteria
- Gabe Iraheta - chitarra
- Ron Ficarro - basso

## Discografia

### Album in studio
- 2006 - Lovers' Requiem
- 2008 - Those We Leave Behind

### EP
- 2005 - We Are Always Searching

### Album dal vivo
- 2010 -  Live in Orange County

### Video
- 2005 - Civil War and Isolation Thirst
- 2006 - Our Friend Lazarus Sleeps
- 2009 - Saddest Story Never Told